# Йосиф Даскалакіс
Йосиф Даскалакіс (грец. Ιωσήφ Δασκαλάκης, нар. 7 серпня 1982, Іракліон) — грецький футболіст, воротар клубу ОФІ.

## Ігрова кар'єра
Вихованець футбольної школи клубу ОФІ. Дорослу футбольну кар'єру розпочав 2003 року в основній команді того ж клубу, в якій провів три сезони, взявши участь лише у 9 матчах чемпіонату.
Своєю грою за команду привернув увагу представників тренерського штабу клубу «Ерготеліс», до складу якого приєднався 2006 року. Відіграв за іракліонський клуб наступні чотири сезони своєї ігрової кар'єри. Більшість часу, проведеного у складі «Ерготеліса», був основним голкіпером команди.
2011 року приєднався до складу чемпіона Греції, «Олімпіакоса», в якому став третім резервним голкіпером. Вже за рік, у 2012, перейшов до скромнішої «Верії», де, втім, також не став основним воротарем.
З 2013 року знову захищає кольори клубу ОФІ.

## Титули і досягнення
- Чемпіон Греції (1):

«Олімпіакос»: 2011-12